# تشارلز موس
تشارلز موس هو قاضي ومحامي كندي، ولد في 8 مارس 1840 في كوبورغ في كندا، وتوفي في 11 أكتوبر 1912 في تورونتو في كندا.